# St. Ursula und Wendelin (Pfahlenheim)

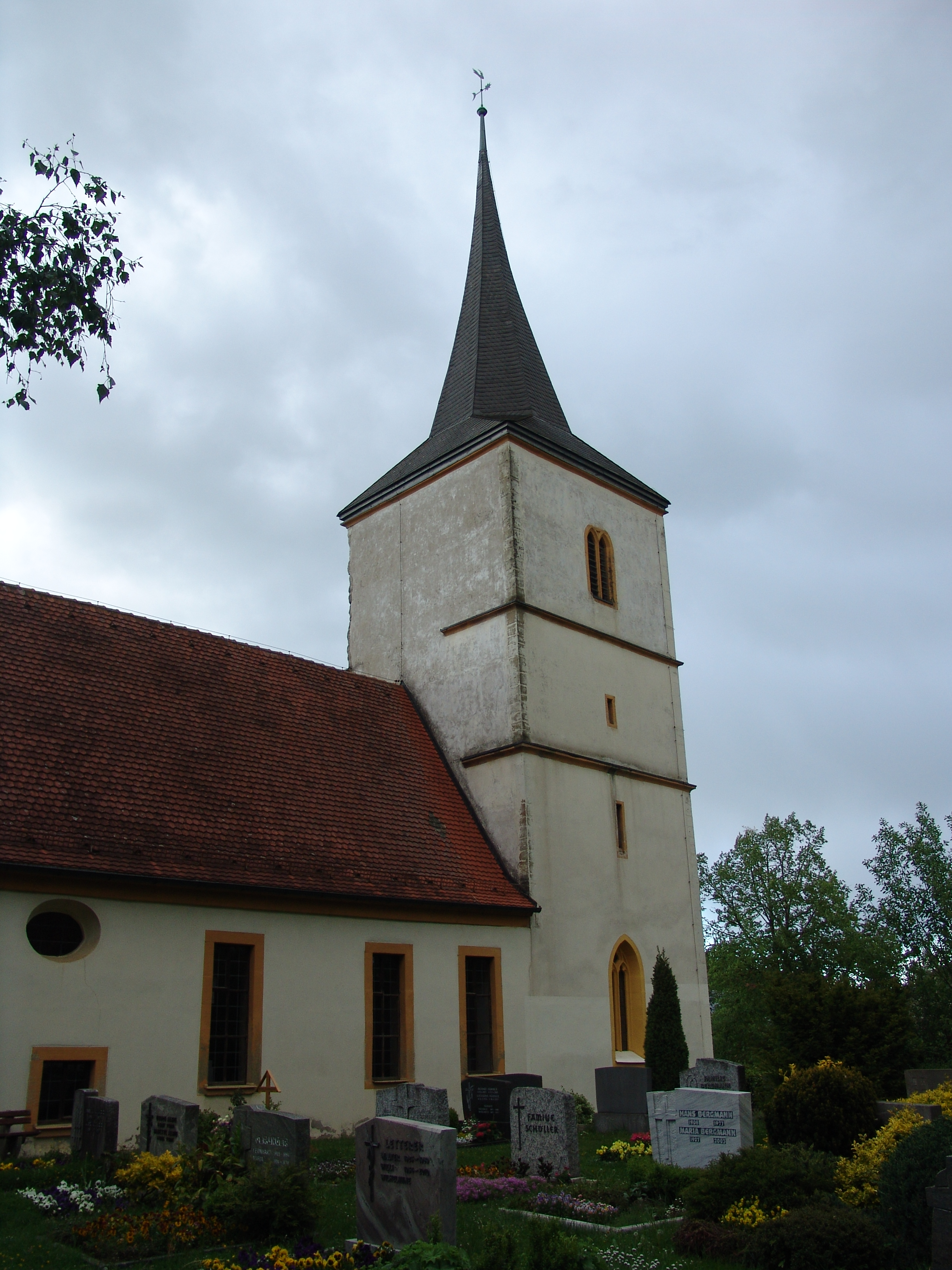
St. Ursula und Wendelin (Pfahlenheim)

Die denkmalgeschützte, evangelisch-lutherische Filialkirche St. Ursula und Wendelin steht in Pfahlenheim, einem Gemeindeteil der Gemeinde Hemmersheim im Landkreis Neustadt an der Aisch-Bad Windsheim (Mittelfranken, Bayern). Die Kirche ist unter der Denkmalnummer D-5-75-130-23 als Baudenkmal in der Bayerischen Denkmalliste eingetragen. Die Kirche gehört zur Pfarrei Lipprichhausen im Dekanat Uffenheim im Kirchenkreis Ansbach-Würzburg der Evangelisch-Lutherischen Kirche in Bayern.
Benannt ist die Kirche nach den Heiligen Ursula und Wendelin. 

## Beschreibung
Der dreigeschossige Chorturm der Saalkirche wurde im Kern um 1400 erbaut. Seinen achtseitigen, schiefergedeckten Knickhelm erhielt er erst später. In seinem Glockenstuhl im obersten Geschoss hängen drei Kirchenglocken, eine wurde 1754 gegossen, die beiden anderen erst 1991 als Ersatz für die 1949 gegossenen Eisenhartgussglocken, die das Ende ihrer Lebensdauer erreicht hatten. Das mit einem Satteldach bedeckte Langhaus und die mit einem Pultdach bedeckte Sakristei an der Nordwand des Chorturms wurden 1474 gebaut. Das Langhaus wurde 1667 nach Norden verbreitert und mit einem neuen Satteldach bedeckt. Der Innenraum des Chors, d. h. das Erdgeschoss des Chorturms, ist mit einem Kreuzrippengewölbe überspannt, der des Langhauses, das an zwei Seiten mit Emporen ausgestattet ist, mit einer Flachdecke auf Unterzügen. Zur Kirchenausstattung gehören die Kanzel und das Taufbecken von 1667. Eine hölzerne Statuette der heiligen Ottilie, die um 1500 geschnitzt wurde, steht in einer Nische in der Nähe des Altars.